# Manakana (Betsiboka)
Manakana is een plaats en gemeente in Madagaskar gelegen in het district Tsaratanana van de regio Betsiboka. Er woonden bij de volkstelling in 2001 ongeveer 8000 mensen.
In deze plaats is basisonderwijs en voortgezet onderwijs voor jonge kinderen beschikbaar. Ook wordt er op industriële schaal mijnbouw bedreven. 68% van de bevolking is landbouwer en 30% is werkzaam in de veeteelt. Het belangrijkste gewas is rijst, maar er wordt ook pinda's en uien verbouwd. 0,5% van de bevolking is werkzaam in de industriesector en de overige 1,5% in de dienstensector.